# Nor Aznaberd
Nor Aznaberd (en arménien Նոր Ազնաբերդ) est une communauté rurale du marz de Vayots Dzor, en Arménie. Elle compte 138 habitants en 2008.